# Uayma
Uayma är en ort i Mexiko.   Den ligger i kommunen Uayma och delstaten Yucatán, i den östra delen av landet, 1 100 km öster om huvudstaden Mexico City. Uayma ligger 26 meter över havet och antalet invånare är 3 126.
Terrängen runt Uayma är mycket platt. Runt Uayma är det ganska tätbefolkat, med 62 invånare per kvadratkilometer. Närmaste större samhälle är Valladolid, 12,6 km öster om Uayma. I omgivningarna runt Uayma växer i huvudsak lövfällande lövskog.